# The Curing Room
The Curing Room è un'opera teatrale del drammaturgo statunitense David Ian Lee, debuttata a Londra nel 2014.

## Trama
Nella primavera del 1944 sette soldati sovietici vengono catturati dai nazisti, denudati, rinchiusi nella cantina di un convento nel Sud della Polonia e abbandonati a morire. All'inizio il capitano Nikolov riesce a tenere sotto controllo la situazione, ma senza più divise e ranghi la convivenza si trasforma in lotta per la sopravvivenza. La tensione tra gli uomini aumenta velocemente, esacerbata dal freddo e dalla fame, e quando uno di loro viene ucciso durante un litigio gli altri cominciano a ricorrere al cannibalismo per non morire di stenti.

## Produzioni
Il dramma ha debuttato al Pleasance Theatre di Londra il 18 luglio 2014. La regia era di Joao de Sousa e il cast era composto da: Rupert Elmes (Captain Victor Nikolov), Matt Houston (Soldato semplice Georgi Poleko), John Hoye (Soldato semplice Nils Sukeruk), Will Bowden (Luogotenente Leonid Drossov), Harvey Robinson (Primo tenense Sasha Ehrenberg), Thomas Holloway (Soldato semplice Yura Yegerov) e Marlon Solomon (Tenente Vasilii Kozlov). Dal 1 al 25 agosto dello stesso anno la produzione di The Curing Room di de Sousa è andata in scena all'Edinburgh Fringe, l'acclamato festival teatrale di Edimburgo, prima di tornare al Pleasance Theatre per tre settimane nell'ottobre 2014.